# Боцвана на Светском првенству у атлетици у дворани 2022.
Боцвана је учествовала на 18. Светском првенству у атлетици у дворани 2022. одржаном у Београду од 18. до 20. марта тринаести пут. Репрезентацију Боцване представљао је 1 такмичар који се такмичио у трци на 60 метара.,
На овом првенству такмчар Боцване није освојио ниједну медаљу али је 2 пута оборио национални и лични рекорд.

## Учесници
Мушкарци:
- Стефан Абоси — 60 м

## Резултати

### Мушкарци
| Атлетичар    | Дисциплина | Лични рекорд | Квалификација         | Квалификација | Полуфинале  | Полуфинале | Финале               | Финале      | Детаљи |
| Атлетичар    | Дисциплина | Лични рекорд | Резултат              | Место         | Резултат    | Место      | Резултат             | Место       | Детаљи |
| ------------ | ---------- | ------------ | --------------------- | ------------- | ----------- | ---------- | -------------------- | ----------- | ------ |
| Стефан Абоси | 60 м       | 6,62 НР      | 6,62(.613) кв, НР, ЛР | 4. у гр. 3    | 6,61 НР, ЛР | 5. у гр. 2 | Није се квалификовао | 9 / 43 (50) |        |